# Dinosaurio Mall
Los Dinosaurio Mall son centros comerciales ubicados en diferentes puntos de la ciudad de Córdoba, Argentina. Fueron inaugurados en diferentes fechas, pero el primero fue abierto el 10 de agosto de 1998. Pertenecen al Grupo Dinosaurio, creado el mismo año, que también administra el Orfeo Superdomo y barrios cerrados en altura.
Sus ubicaciones permiten un fácil acceso desde los principales accesos viales de la Red de Accesos de Córdoba.

## Locaciones
El primer edificio, inaugurado en 1998, se encuentra en la zona norte de la ciudad, el llamado Dinosaurio Mall Alto Verde se ubica sobre Avenida Rodríguez del Busto al 3600 (31°22′2.29″S 64°13′10.42″O / -31.3673028, -64.2195611) en el barrio que le da la última parte del nombre. Junto al Superdomo Orfeo, que se ubica precisamente al frente y están comunicados mediante un puente peatonal, forman el gran Complejo Dinosaurio Córdoba que junto al Hipermercado Libertad del Grupo Casino y el barrio cerrado Parque Milénica le dan un gran valor a la zona.
El segundo edificio se ubica Avenida Fuerza Aérea Argentina al 1700, en el sector sur (31°25′42.84″S 64°12′45.05″O / -31.4285667, -64.2125139). Llamado Dinosaurio Mall Ruta 20, fue inaugurada en el año 2006 y antes de su construcción y apertura generó gran polémica en el sector ya que destruiría los comercios familiares. Una vez hecha la apertura, esta situación se dio, pero solo un par de años más tarde, la zona tomó un importantísimo crecimiento y valorización comercial e inmobiliario para la zona.
El tercer complejo fue abierto en 2008 y fue construido sobre el viejo Molino Letizia. El Dinosaurio Mall Express se encuentra en calle Agustín Garzón al 1300 en barrio San Vicente (31°25′28.87″S 64°10′2.88″O / -31.4246861, -64.1674667), en la zona céntrica, dada las condiciones en la calidad de vida que ha tomado la zona, ya que en los últimos años tomo la potencialidad de barrio universitario.

## Servicios
Los shoppings cuentan, en total con los tres juntos, con:
- Más 250 locales comerciales.
- Patios de comidas.
- Estacionamiento descubierto sin cargo.
- Remisería
- Servicio de Café
- Servicio de enfermería.
- Patio de juegos
- Cines con salas 3D (sólo en el caso del Dino Mall Alto Verde y hasta 2020 en el Dino Mall Ruta 20), entre otros servicios.

## Transporte urbano a los complejos

### Colectivos y trolebuses
En las inmediaciones del centro comercial se encuentran numerosas líneas de colectivos locales que recorren la zona.

#### Dinosaurio Mall Alto Verde
Frente a él, o en sus avenidas cercanas, se puede llegar a través de las líneas 26, 27, 14, 600 o 601  Línea 23  Línea 14

#### Dinosaurio Mall Ruta 20
Se nombra MaMi por convertirse en Mayorista-Minorista, de ahí la sigla MaMi.
A este, se puede llegar mediante las líneas C, C2 C4, C5, C de trolebuses.

#### Dinosaurio Mall Express
Se puede llegar de manera directa sólo con las líneas E y E4. Otra posibilidad de guía es que se ubica a cinco cuadras de la Terminal de Ómnibus de Córdoba.

#### Super MaMi Circunvalación Sur
Se puede llegar mediante las líneas R5,  R1.

### Trenes
El único que por ahora al que se puede acceder mediante un servicio ferroviario de pasajeros, es al complejo de Alto Verde, mediante el Ferrourbano.